# Viktor Zolotov
Viktor Vasil'evič Zolotov (in russo Ви́ктор Васи́льевич Зо́лотов?; Sasovo, 27 gennaio 1954) è un generale russo dal 5 aprile 2016 direttore della Guardia Nazionale della Federazione Russa (Rosgvardija), nonché membro del Consiglio di sicurezza della Federazione Russa. In precedenza, è stato dal 2013 al 2016 comandante delle truppe interne della Russia e dal 2000 al 2013 capo del servizio di sicurezza del presidente.

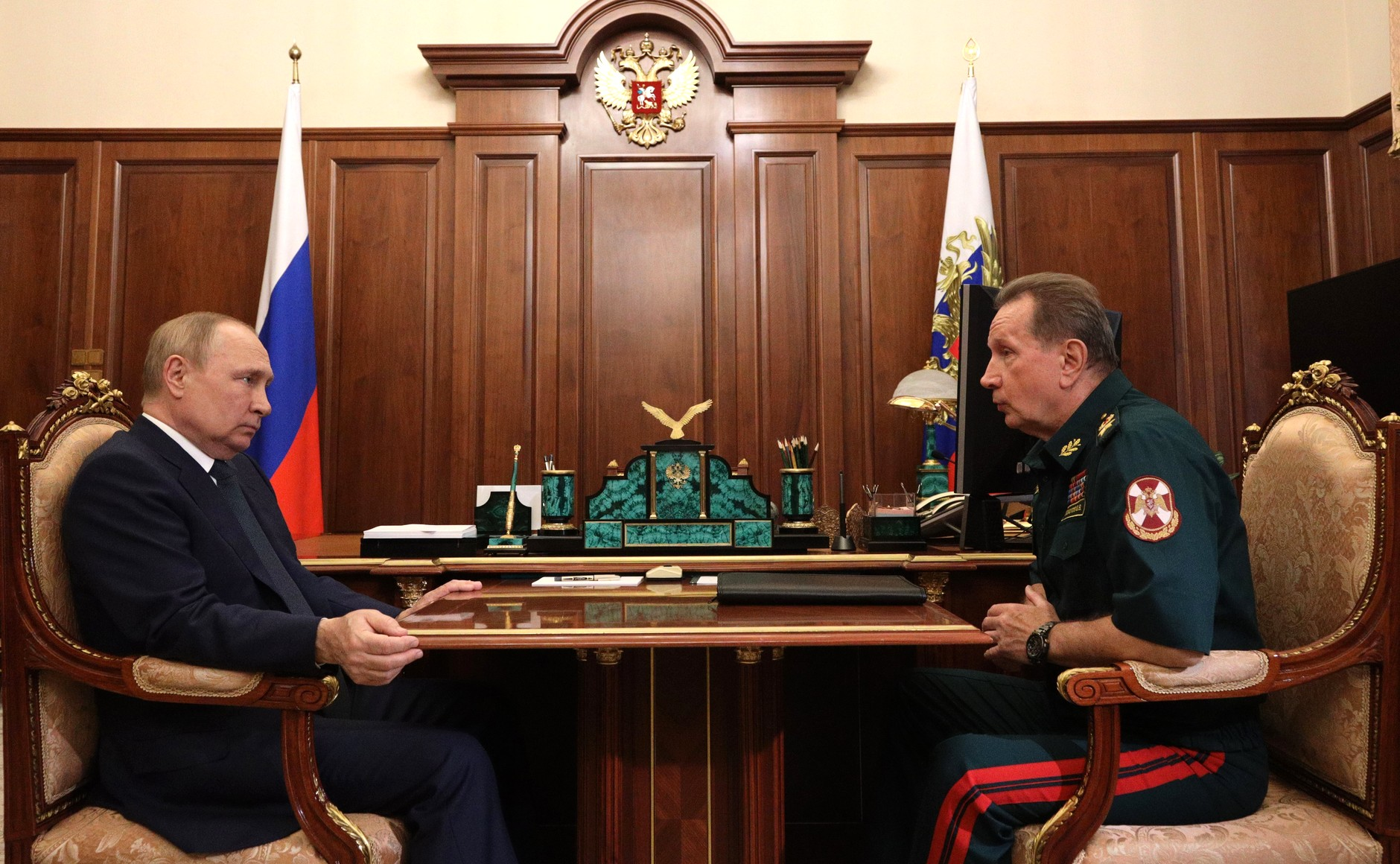
Zolotov a colloquio con Putin

Zolotov inoltre è stato guardia del corpo dell'ex presidente Boris El'cin, dell'ex sindaco di San Pietroburgo Anatolij Aleksandrovič Sobčak e dell'attuale presidente russo Vladimir Putin.

## Biografia
È nato il 27 gennaio 1954 nella città di Sasovo, nella regione di Rjazan', in una famiglia operaia.
Nel 1999 è tornato in servizio presso l'FSO, dirigendo il servizio di sicurezza del primo ministro della Federazione Russa Vladimir Putin.
Dal 2000 al 2013 è stato vicedirettore del Servizio di protezione federale - Capo del Servizio di sicurezza del Presidente della Federazione Russa.